# Genilac
Genilac este o comună în departamentul Loire din sud-estul Franței. În 2009 avea o populație de 3.696 de locuitori.

## Evoluția populației
| An        | 1975  | 1982  | 1990  | 1999  | 2006  | 2009  |
| --------- | ----- | ----- | ----- | ----- | ----- | ----- |
| Populație | 2.533 | 2.608 | 2.860 | 3.104 | 3.563 | 3.696 |